# Lucietta Affabili
Barbara Lucietta Fricemelica Affabili, auch Barbara Lucietta Fricemelica Westenholz-Affabili (* 1725 in Venedig; † 20. September 1776 in Ludwigslust) war eine italienische Opernsängerin (Sopran).

## Leben
Affabili, die in Italien eine gefeierte Sopranistin war, kam um 1755 nach Norddeutschland. Dort wurde sie Mitglied einer italienischen Operngesellschaft, die auf den Bühnen der Hansestädte Opern inszenierte. 1765 trat sie auch in Hamburg und Lübeck als Gast auf. Dort wurde insbesondere die Klarheit und der Umfang ihrer Stimme gerühmt.
Affabili heiratete um 1765 den Tenorsänger, Komponisten und späteren Kapellmeister Carl August Friedrich Westenholz und wurde danach Hofsängerin in Mecklenburg-Schwerin am Hof von Ludwigslust.